# Meligethes ruficornis
Meligethes ruficornis är en skalbaggsart som först beskrevs av Thomas Marsham 1802.  Meligethes ruficornis ingår i släktet Meligethes, och familjen glansbaggar. Arten är reproducerande i Sverige.